# Hollandse Brigade (Spaanse Onafhankelijkheidsoorlog)
De Hollandse Brigade was een eenheid van het leger van het Koninkrijk Holland onder bevel van generaal-majoor David Hendrik Chassé. De brigade werd in september 1808 door koning Lodewijk Bonaparte naar Spanje gestuurd, op verzoek van zijn broer, de Franse keizer Napoleon, om aan Franse zijde te vechten in de Spaanse Onafhankelijkheidsoorlog.
De brigade nam deel aan een reeks belangrijke veldslagen, maar werd in een later stadium vooral ingezet tegen guerrillastrijders. Na de inlijving van het Koninkrijk Holland door het Franse keizerrijk in 1810 werd de brigade ontbonden en gingen de militairen van de brigade op in het Franse 123e linieregiment, dat niet alleen in Spanje vocht maar ook deelnam aan de veldtocht naar Rusland in 1812.

## Geschiedenis

### Formatie van de brigade (augustus-september 1808)
Op 17 augustus 1808 eiste keizer Napoleon van zijn broer, koning Lodewijk van Holland, dat hij een brigade zou leveren voor de veldtocht in Spanje. De brigade, die uit veteranen moest bestaan, moest binnen 10 dagen richting Spanje vertrekken. De brigade moest bestaan uit in totaal 3000 man:
- een regiment cavalerie van 600 man te paard
- een compagnie artillerie met drie stuks kanonnen en drie houwitsers
- drie bataljons infanterie met in totaal 2.200 man
- een genie-eenheid van mineurs en sappeurs.

Lodewijk, die over het algemeen de belangen van zijn koninkrijk voortrok boven die van Napoleon, gaf in dit geval onmiddellijk toe aan de eis van zijn broer, hoewel het relatief kleine Hollands leger (bestaande uit ongeveer 22.000 man) al zo'n 6.000 man naar Duitsland had gestuurd om aan Franse zijde te vechten. De Hollandse minister van Oorlog, Jan Willem Janssens, en de Hollandse opperbevelhebber Jean-Baptiste Dumonceau stelden voor om generaal-majoor David Hendrik Chassé het bevel te geven over de brigade. Zijn staf werd samengesteld uit:
- luitenantkolonel Vermeulen als stafchef, geassisteerd door kapitein van de cavalerie Van Zuylen van Nijevelt.
- kolonel A. Lycklama à Nijeholt als bevelhebber van de infanterie
- majoor F.F.C. Steinmetz als bevelhebber van de artillerie en genie
- kolonel O.F. von Goes als bevelhebber van de cavalerie (later kolonel Van Merlen)
- kapitein H.R. Trip als bevelhebber van een compagnie rijdende artillerie
- chirurgijn G. Sebel als bevelhebber van een veldhospitaal

Het vinden van beschikbare troepen voor de brigade bleek moeilijker. Oorspronkelijk werd het eerste bataljon van het 3e regiment jagers, dat in Zeeland gelegerd was, uitgekozen. Deze eenheid bleek echter zo zwaar getroffen door Zeeuwse koorts (waarschijnlijk malaria) dat de meeste soldaten niet geschikt waren voor militaire dienst. De legerleiding was daarom gedwongen om een andere bataljon in te zetten voor Spanje, het 2e bataljon van het 4e linieregiment, onder bevel van luitenantkolonel C.L. von Pfaffenrath. Het tweede bataljon infanterie die aan de brigade werd toegekend was afkomstig van het 2e linieregiment in Groningen en stond onder bevel van kolonel A.W. Storm de Grave. De cavalerie bestond uit vier eskadrons van het 3e regiment huzaren.
Problemen met het vinden van uitrusting en voorraden voor de infanterie, waaronder schoenen, vertraagden ook het vertrek van de brigade. De cavalerie daarentegen was klaar voor vertrek. De beschikbare troepen, 2.200 van de 3.000 die gepland waren, verzamelden nabij Bergen op Zoom. De resterende 800 man zou later volgen. Op 1 september brak er opstand uit onder de infanterietroepen omdat er een achterstand was ontstaan in de uitbetaling van soldij. De regering wist een voorschot te regelen, waardoor de troepen weer tot bedaar kwamen. Een dag later, 2 september, vertrok de brigade richting Frankrijk.

### De mars naar Spanje (september-oktober 1808)
De brigade was gedwongen om zich over land naar Spanje te begeven. Transport per schip was onmogelijk omdat de Britse vloot volledige heerschappij had over de zee en de havens blokkeerde. De troepen marcheerden via Antwerpen, Gent, Luik en Amiens naar Parijs. Hoewel de Franse overheid had beloofd de brigade van voedsel en onderdak te voorzien, bleken de plaatselijke autoriteiten langs de route nergens van af te weten. De Hollandse kwartiermeester O.J. Romar moest zelf voorraden regelen, wat zwaar op de beschikbare middelen inhakte. De soldaten moesten noodgedwongen zelf voedsel kopen van de plaatselijke bevolking met hun magere soldij (drie stuivers per dag), wat duidelijk niet genoeg was, waardoor ze getroffen werden door honger en uitputting. De jonge officieren, die overigens zelf genoeg te eten hadden en per koets reisden, begonnen openlijk kritiek te leveren op Chassé.
De brigade kwam op 19 september aan in Saint-Denis, nabij Parijs. Inmiddels was de brigade geslonken tot 2130 man en 846 paarden. Chassé klaagde onmiddellijk bij minister Janssens over het gebrek aan ondersteuning. Janssens gaf daarop instructie aan de Hollandse ambassadeur in Parijs, admiraal Verhuell, om de Franse autoriteiten onder de druk te zetten om alsnog de beloofde steun te geven en de voorschotten te betalen (met behulp van de bankiers Audenet and Slingeland).
Op 20 september trok de brigade in parade langs koningin Hortense de Beauharnais, de echtgenote van koning Lodewijk. De volgende dag inspecteerde keizer Napoleon de troepen in gezelschap van maarschalk Lefebvre. Dit maakte indruk op de soldaten. Napoleon gebruikte de gelegenheid om de infanteriebataljons te herorganiseren. Hij bracht het aantal compagnieën per bataljon terug van negen naar zes. Ook bracht hij de brigade onder bij de zogenaamde Duitse divisie die ook eenheden uit een reeks Franse vazalstaten in Duitsland omvatte, waaronder Nassau en Baden. De divisie, onder bevel van de Franse generaal Leval, zou deel uitmaken van het IV Korps van maarschalk Lefebvre. Daarnaast regelde Napoleon twee regimentele depot, een voor de infanterie in Saint-Denis en een voor de cavalerie in Versailles, waar de zieke en uitgeputte soldaten (208 man, waaronder majoor Steinmetz) verzameld konden worden om aan te sterken en uiteindelijk naar hun eenheden in Spanje gestuurd te worden.
De brigade vertrok uit Parijs op 22 september. Ze marcheerden via Chartres, Le Mans, Saumur, Niort en Bordeaux naar Bayonne aan de Frans-Spaanse grens. Deze keer kreeg de brigade een veel betere ontvangst van de plaatselijke bevolking. De troepen kregen eenzelfde behandeling als Franse troepen. Op 24 oktober kwam de brigade aan in Bayonne. De stad was het startpunt geweest van de Franse inval in Spanje en was nog steeds vol soldaten. De brigade wist zich in de chaos stand te houden, met dank aan kwartiermeester Romar, die de Fransen zelfs wist over te halen nieuwe uniformjassen en schoenen aan de brigade te verschaffen.
De sterkte van de brigade was inmiddels gedaald naar 1700 man. De overlevenden waren wel de sterksten; de zware mars had de zwaksten uitgeschakeld. Ook hadden de gedeelde ervaringen een sterk gevoel van kameraadschap gekweekt.
Toen de brigade Spanje binnenmarcheerde, bleek dat de eenheid zichzelf moest zien te redden, in concurrentie met de Franse troepen en andere geallieerde eenheden voor voedsel en onderdak. Een andere onverwachte tegenvaller waren de Spaanse guerrilla's (brigands genoemd door de Fransen) die een constante dreiging vormden voor de Franse bevoorradingslinies. De brigade marcheerde via Irun, Tolosa, Mondragón en Durango naar Bilbao, waar ze eind oktober aankwamen.

### Durango (31 oktober 1808)
Bijna onmiddellijk na aankomst in Spanje nam maarschalk Lefebvre de brigade de cavalerie, artillerie en genie af, ondanks protesten van Chassé en de opdracht van koning Lodewijk om de eenheid bij elkaar te houden. De genie verdween uit zicht en was, zo bleek later, naar Burgos gestuurd om de citadel daar te versterken. Ze zouden de citadel later vernietigen in een achterhoedegevecht op 10 mei 1811, kort voordat de Britten de citadel in zouden nemen. De huzaren werden opgenomen in een cavaleriebrigade van de divisie van generaal Sébastiani.
De rest van de brigade, bestaande uit de infanteriebataljons, werd toegekend aan de divisie van Leval. Deze divisie omvatte, naast de Nederlandse troepen van het regiment uit Nassau, ook een regiment uit Baden, een regiment uit Hessen-Darmstadt, een bataljon uit Frankfurt, een bataljon van de Parijse militie (Garde municipale de Paris) en twee batterijen artillerie. Deze divisie-Leval maakte samen met de divisie-Sébastiani en de divisie-Villatte deel uit van het IV Korps van maarschalk Lefebvre. Het legerkorps was geconcentreerd rond Durango, met het doel Bilbao in te nemen en vervolgens naar Madrid op te trekken. Om dit doel te bereiken, moest wel eerst het Spaanse leger van generaal Joaquín Blake verslagen worden.
De Spaanse en Franse legers troffen elkaar bij Durango op 31 oktober in wat bekend werd als de slag bij Pancorbo of slag bij Durango. Maarschalk Lefebvre had de Hollandse Brigade een dag eerder geïnspecteerd, waarbij hij de troepen motiverend toesprak. Onder tijdelijk bevel van generaal Villatte wisten de Hollandse soldaten de Spaanse van twee heuvels te verdrijven. Boven op een van de heuvels gaven de Hollanders een vuursignaal aan het Franse midden (de divisie-Sébastiani) en de rechterflank (de divisie-Leval) om aan te geven dat ze hun aanval konden beginnen. Chassé leidde vervolgens de achtervolging van de vluchtende Spanjaarden. Hij ontving voor zijn optreden tijdens de veldslag het Legioen van Eer. Vijf andere officieren van de Hollandse Brigade kregen een medaille voor bonne conduite et bravoure (goed gedrag en heldhaftigheid).
Op 9 november bereikte de Hollandse brigade Valmaseda terwijl die plaats werd geplunderd door Franse troepen als vergelding voor de moord van drie Fransen. Aanvankelijk begonnen ook de Hollandse soldaten te plunderen, maar ze werden al snel weer onder controle gebracht door de officiers. Kapitein van Oudheusden wist met getrokken sabel te voorkomen dat enkele Spaanse vrouwen door Franse grenadiers verkracht zouden worden.

### Arenas de San Pedro (25 februari 1809) en Mesas de Ibor (17 maart)
In de daaropvolgende maanden werd de brigade voornamelijk ingezet voor bewakings- en escortdienst. Chassé werd op 9 november benoemd tot militair gouverneur van Bilbao en de brigade werd ingezet als bezettingsmacht. Chassé leidde 500 man op een verkenningsmissie naar het kustgebied ten westen van Bilbao. Op 14 december werd hij teruggehaald om met de brigade naar Madrid te marcheren. De extreem koude, winterse mars door hooggelegen gebied bleek zeer moeizaam. Er was weinig voedsel en andere voorraden langs de route omdat de plaatselijke bevolking gevlucht was en voorgaande eenheden al alles van waarde hadden geplunderd. Madrid werd enkele weken later bereikt, op oudejaarsavond 1808.
De logistieke problemen die het gehele Franse leger plaagden, hadden de Hollanders nog erger getroffen, omdat ze pas voorraden konden bemachtigen nadat de Fransen alles hadden gekregen wat ze nodig hadden. De Hollandse cavalerie had te weinig voeder voor hun paarden, en de paarden verloren door het moeilijk begaanbare terrein regelmatig hun hoefijzers. In Bilbao waren maar 91 van de 231 paarden beschikbaar voor militaire dienst. De rijdende artillerie verloor zoveel paarden dat hun geschut door drie paarden werd voortgetrokken in plaats van de gebruikelijke zes. De Hollandse infanterie kon de Franse ammunitie niet gebruiken omdat ze een ander type geweer gebruikten dan de Fransen. Dit veroorzaakte al snel een gebrek aan ammunitie. De jonge officieren gaven Chassé de schuld voor zijn, in hun ogen, zwakte in het opeisen van voorraden bij de Franse legerleiding. Ze kwamen openlijk uit voor hun meningen over Chassé, wat de verhoudingen tussen de generaal en zijn ondergeschikte officieren bemoeilijkte. Chassé verving uiteindelijk een reeks van de opstandige officieren, waaronder stafchef Vermeulen, wiens plaats ingenomen werd door kapitein Van Zuylen van Nijevelt.
Eenmaal in Madrid werd de gehele Duitse divisie, waaronder de Hollandse Brigade, in januari 1809 overgeheveld naar het I Korps onder bevel van maarschalk Victor. . De brigade kreeg bevel om een van bruggen over de Taag te bewaken. De brug, bij El Puente del Arzobispo, werd eind januari bereikt. De Hollandse huzaren bleven achter bij het IV Korps, dat inmiddels onder bevel stond van Sébastiani, en namen deel aan de slag bij Ciudad Real op 27 maart 1809.
De Hollandse infanterie versterkte de brug over de Taag bij Arzobispo onder leiding van de genie-officiers Van Schelle en De Boer, waardoor de brug praktisch onmogelijk in te nemen werd. De korpsleiding gaf echter eind februari bevel om de brug weer vrij te maken. Chassé wist dat Spaanse troepen nabij waren en vormde een bruggenhoofd aan zuidelijke kant van de Taag. Hij liet zijn troepen in de periode van 19 to 23 februari intensief patrouilleren in het gebergte Sierra de Altamira, waar zo'n 10.000 Spaanse guerrilla's zich ophielden. Dit waren voornamelijk ontsnapte oorlogsgevangenen, voormalige soldaten van het leger van de Spaanse generaal Venegas dat het onderspit had gedolven tegen de Franse troepen van maarschalk Victor in de slag bij Uclés. De Duitse divisie kreeg bevel om de activiteit van de guerrilla's in te dammen in het gebied achter de Tiétar-rivier.

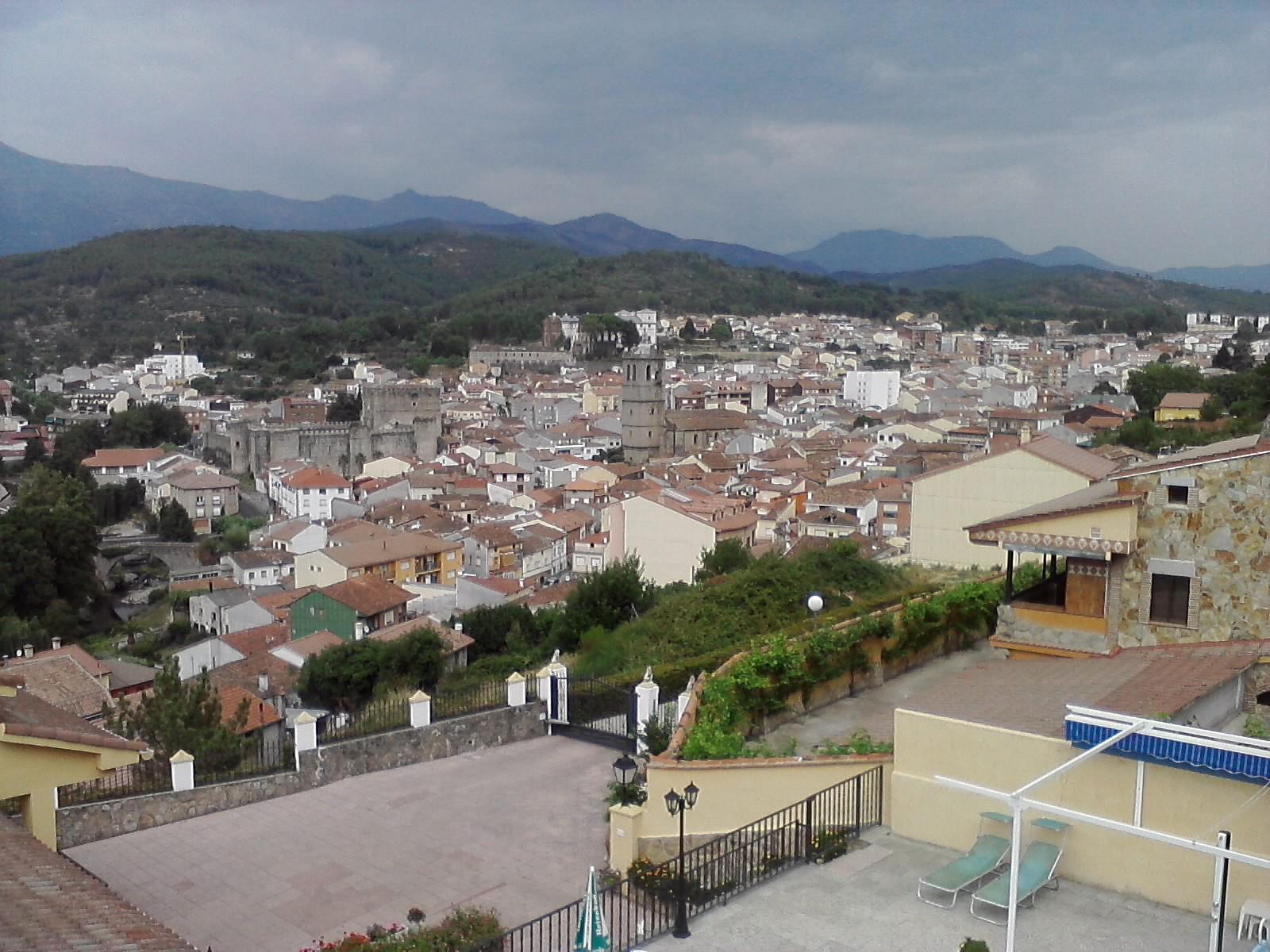
Arenas de San Pedro, waar zo'n 60 inwoners door Hollandse troepen vermoord werden, waaronder kleine kinderen en zwangere vrouwen

Deze antiguerrilla-operatie, de eerste dergelijke operatie van de Spaanse Onafhankelijkheidsoorlog, leidde al snel tot gewelduitspattingen. De Hollandse Brigade raakte verwikkeld in een vergeldingsoperatie tegen de plaats Arenas de San Pedro, waar de plaatselijke bevolking een aantal Westfaalse dragonders zou hebben vermoord en hun lichamen hebben verminkt. Onder leiding van majoor Von Holzing werd de stad op 25 februari aangevallen en zo'n 60 mensen vermoord, waarbij zelfs kleine kinderen en zwangere vrouwen niet gespaard werden. De Hollandse officieren waren geschokt door het gedrag van hun soldaten en zwoeren dat ze het nooit meer zover zouden laten komen. Ze hielden blijkbaar woord; voor zover bekend waren de gruwelen van Arenas de enige waarbij de Hollandse Brigade betrokken was.
Nadat het tweede beleg van Zaragoza op 24 februari eindigde in een Franse overwinning, besloot maarschalk Victor om de Spaanse troepen ten zuiden van de Taag aan te vallen. De Duitse divisie kreeg een hoofdrol toebedeeld in deze aanval. Op 17 maart 1809 stuitte de divisie op een sterke Spaanse troepenmacht bij Mesas de Ibor. Generaal Leval stuurde eerst het Nassause regiment tegen de ingegraven Spanjaarden, maar het regiment trof hevig Spaans tegenvuur. Leval besloot daarop tot een algemene aanval over een breder front, met de Hollandse Brigade in het midden, het regiment uit Baden op linkerflank en het Hessense regiment op rechterflank. Met een bajonetaanval bestormden de Hollandse soldaten de Spaanse versterkingen en namen de Spaanse posities in zonder een schot te vuren. Ondanks zwaar tegenvuur sneuvelden er maar 10 Hollandse soldaten en raakten er 49 gewond. De Spaanse troepen vluchtten en de rest van het Spaanse front bij Almaraz viel uiteen. Het Franse leger kon nu de Taag oversteken.

### Medellín, Talavera en Almonacid (maart-augustus 1809)
De Fransen probeerden het Spaanse leger te dwingen tot een beslissende veldslag. Dit treffen vond plaats op 28 maart, de slag bij Medellín. De Hollandse huzaren namen deel aan de slag, als deel van de cavaleriecharge die door de Spaanse linie heen brak. Na de bloedige veldslag vond majoor Steinmetz, die opdracht had gekregen om weggegooide wapens in te zamelen op het slagveld, meer dan 8000 musketten.
Na de veldslag werd de Hollandse infanterie in reserve gehouden. Chassé werd benoemd tot militair gouverneur van Trujillo in de regio Extremadura. De Hollandse soldaten konden herstellen, maar het bevoorraden van de troepen bleef een probleem, aangezien de plaatselijke bevolking samenwerking weigerde. Kwartiermeester Romar organiseerde daarom een militaire bakkerij en slagerij met Hollandse bakkers en slagers, gerekruteerd uit de rangen van de brigade. Ook wist de brigade genoeg geld los te peuteren om de soldaten hun achterstallige soldij uit te betalen. De relatieve rust leidde tot heimwee bij de soldaten. Contact met het thuisfront vond alleen sporadisch plaats wegens de belabberde bezorging van veldpost. De troepen ontvingen ook maar weinig Hollandse kranten. Veel soldaten en officieren hoopten snel weer huiswaarts te keren. Invloedrijke familieleden van sommige officieren deden pogingen om hun geliefden weer thuis te krijgen.
Het Franse offensief kwam tot stilstand en de Franse positie in Extremadura werd in juni 1809 onhoudbaar wegens de moeizame bevoorrading en ziekte onder de soldaten. I Korps trok zich tussen 14 en 19 juni terug achter de Taag, en de Hollandse Brigade sloeg weer hun kamp op nabij Talavera. Eind juli troffen het Franse leger de Spaanse en Britse legers in de slag bij Talavera, waaraan ook de Hollandse Brigade deelnam. De veldslag eindigde onbeslist. De verliezen van de brigade bij Talavera waren 31 gesneuvelden en 146 gewonden. Majoor Steinmetz (inmiddels gepromoveerd tot bevelhebber van de artillerie van de divisie-Leval) was al een tijdlang ziek en stierf op het slagveld aan complicaties van podagra (jicht).
Na de slag bij Talavera werden de infanteriebataljon (geherorganiseerd als het 2e regiment infanterie) weer verenigd met de cavalerie en artillerie van de brigade. De brigade ging weer deel uitmaken van het IV Korps, waarvan de tot maarschalk gepromoveerde Sébastiani het bevel van had overgenomen. De brigade marcheerde naar Toledo om daar bij te komen.
Op 11 augustus vertrok het IV Korps uit Toledo om het Spaanse leger van generaal Venegas, dat optrok naar Madrid, de weg af te snijden. De legers troffen elkaar in de slag bij Almonacid op 11 augustus 1809. Het Spaanse leger (23.000 man en ongeveer 8000 paarden) vormden een linie voor het dorp. Venegas had zijn artillerie op twee steile heuvels geplaatst. Sébastiani gaf bevel aan de divisie-Leval (waaronder de Hollandse brigade) om een van deze heuvels, Los Cerrojones, te omcirkelen. Ondertussen verdreef de Hollandse cavalerie de Spaanse troepen aan die zich in een veld olijfbomen verschanst hadden.
Sébastiani besloot vervolgens om twee Spaanse bataljons boven op de heuvel aan te vallen. De eerste aanval, door Poolse infanterie, mislukte, met zware verliezen bij de Polen. Sébastiani gaf bevel aan Chassé om de Spanjaarden op de heuvel in te sluiten, waarop de Spaanse cavalerie een tegenaanval uitvoerde. De divisie-Leval vormde vierkantformaties en kon zo de Spaanse cavalerie weerstaan, met zware verliezen aan Spaanse kant.
Toen koning Jozef Bonaparte met Franse versterkingen arriveerde, besloot Sébastiani tot een algehele aanval op de Spanjaarden. De cavalerie, ondersteund door de Hollandse rijdende artillerie, viel de Spaanse rechterflank aan, terwijl Chassé een infanterie-aanval uitvoerde tegen de Spaanse linkerflank. De Spanjaarden waren gedwongen om de heuvel op te vluchten, waar ze een defensieve linie rond hun artillerie vormden. Ondanks het zware Spaanse vuur bleef de Franse en geallieerde infanterie aanvallen en voerde uiteindelijk een bajonetcharge op de Spaanse posities uit. Na een kort gevecht van man tegen man vluchtten de Spanjaarden. De huzaren van Van Merlen (die inmiddels bevel had over de Hollandse cavalerie) namen deel aan de achtervolging en wisten een groot aantal karren en muilezels op de vluchtende Spanjaarden te veroveren.
Koning Lodewijk was zo trots op het Hollandse aandeel in de overwinning van Almonacid dat hij elk jaar dat door zijn soldaten in Spanje gediend werd als dubbel liet tellen. Hoewel de verliezen aan Franse zijde zwaar waren (2400 doden en gewonden), had de Hollandse Brigade maar 7 doden en 37 gewonden te betreuren.

### Ocaña (19 november 1809)
Na de slag bij Almonacid was er een pauze in de gevechtshandelingen die de Hollandse Brigade zeer welkom was. De brigade had negen officieren en 815 soldaten verloren, zo meldde Chassé aan de legerleiding in Den Haag in oktober 1809. Na de versterkingen begin 1809 was er geen uitzicht op verdere versterkingen. Integendeel, het koninkrijk lag nu zelf onder vuur. De Britten waren in 1809 Zeeland binnengevallen (zie Walcherenexpeditie) en koning Lodewijk eiste de terugkeer van de Hollandse Brigade om het vaderland te helpen verdedigen. De Franse opperbevelhebbers weigerden echter de Hollanders te laten vertrekken uit Spanje. De Hollandse legerleiding, op basis van informatie verkregen uit privébrieven van kritische officieren in de brigade, was ontevreden geworden over Chassé en zijn, in hun ogen, zwakke optreden dat niet had kunnen voorkomen dat de verschillende eenheden van de brigade door de Fransen uiteen waren gehaald. Volgens de minister van Oorlog, Krayenhoff, was Chassé's gebrek aan stevigheid in het omgaan met de Franse legerleiding voor een groot deel verantwoordelijk voor de slechte staat van zijn brigade, met veel zieken en gewonden. Chassé verdedigde zichzelf door erop te wijzen dat koning Lodewijk hem opdracht had gegeven om de Franse bevelen op te volgen. Hij vroeg om begrip voor de moeilijke omstandigheden, met een gebrek aan voedsel en nauwelijks voorhanden voorraden als kleding, schoenen en medicijnen. Ook wees hij erop dat de Duitse eenheden van de divisie-Leval er nog slechter op voorstonden dan de Hollanders.
De gevechtspauze duurde maar enkele weken. Generaal Diego de Cañas y Portocarrero wist generaal Marchand te verslaan in de slag bij Tamames op 18 oktober, waarop de Spaanse legerleiding generaal Areizaga bevel gaf of vanuit La Mancha naar Madrid op te trekken met zijn leger van 50.000 man. Om de Spanjaarden een halt toe te roepen, stuurde de Franse maarschalk Soult op 9 november Poolse huzaren, versterkt door de Hollandse rijdende artillerie van kapitein Trip, om Ocaña in te nemen. Op weg naar Ocaña troffen ze bij Dosbarrios een eenheid Spaanse cavalerie. Na een hevig gevecht wisten de Polen en Hollanders de Spanjaarden te verslaan. De legerleiding was hierdoor desondanks zo gealarmeerd dat ze alle beschikbare eenheden de Taag over stuurden om de Spaanse aanval te stoppen.
Op 18 november kreeg de Hollandse Brigade in Aranjuez bevel om 's nachts samen met de Poolse cavalerie naar Ocaña te marcheren, waar ze bij dageraad aankwamen. De slag bij Ocaña volgde. De Spanjaarden hadden zo'n 50.000 man, hoewel ze uitgeput waren naar enkele dagen geforceerde marsen. De Fransen daarentegen hadden zo'n 30.000 man. Maarschalk Soult besloot tot een aanval op de Spaanse rechtervleugel door Poolse, Duitse en Hollandse troepen. De Spanjaarden waren hem echter voor en vielen frontaal aan, waardoor de Fransen teruggedreven werden. De Spaanse artillerie vuurde over de hoofden van hun eigen soldaten en veroorzaakte zware verliezen bij de divisie-Leval. Veel paarden sneuvelden, waaronder die van kapitein Trip, bevelhebber van de Hollandse rijdende artillerie. Kolonel Von Pfaffenrath, die in bevel was van de twee Hollandse infanteriebataljons, leidde de Hollandse aanval vanuit de eerste rangen. Hij werd vergezeld door twee chirurgen die probeerden de gewonden te verzorgen. Een van hen, Jacobsen, kwam om, de andere, Dieudonné, raakte zwaar gewond, maar bleef werken.

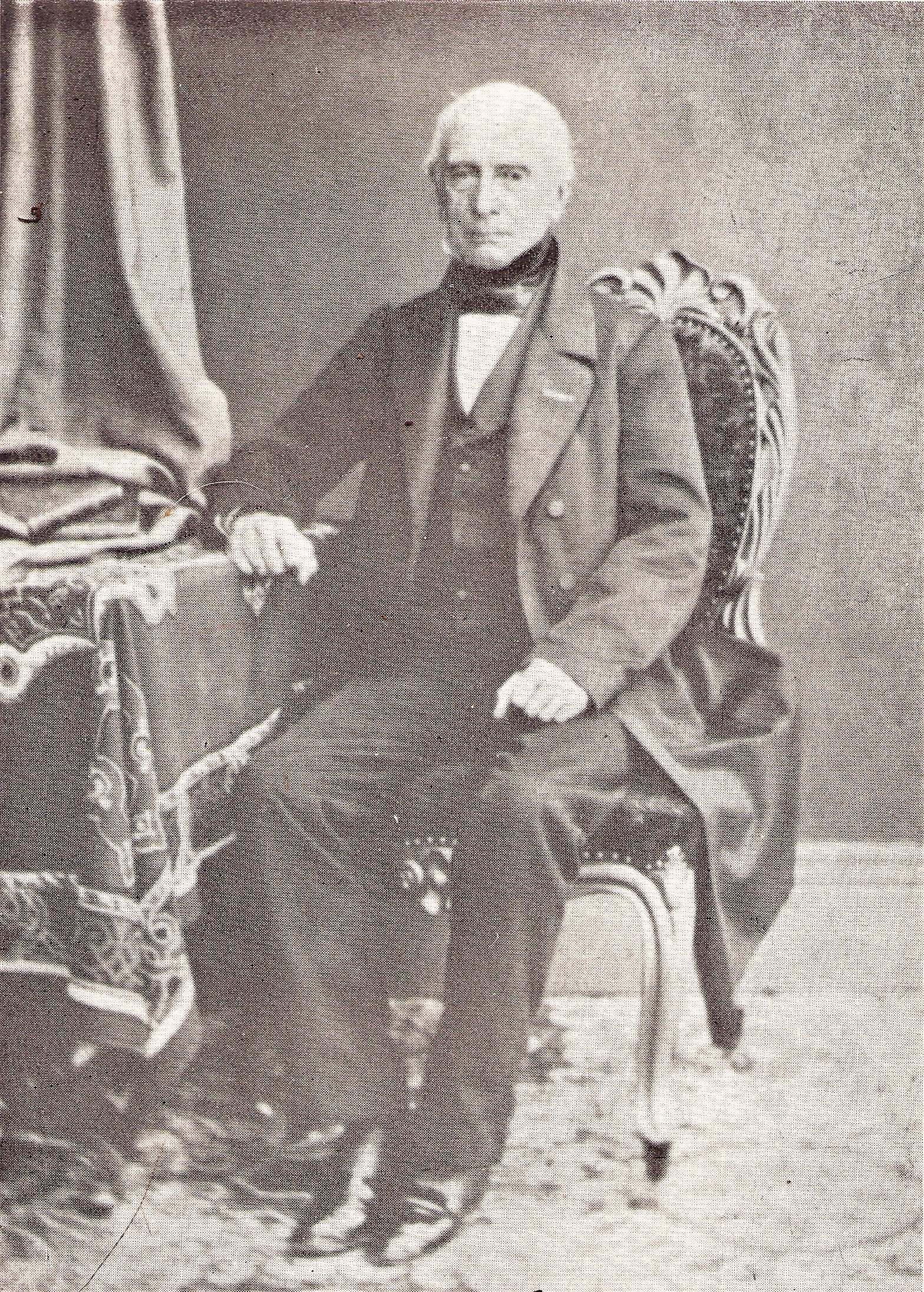
Trip (hier op hoge leeftijd) ontving het Legioen van Eer voor zijn rol in de slag bij Ocaña

Generaal Leval raakte gewond en Chassé nam over als bevelhebber van de divisie. De geallieerde soldaten wisten de rangen van de Spaanse infanterie door te dringen en er braken gevechten van man op man uit. Franse artillerie maakte het de Spanjaarden onmogelijk om te hergroeperen. Toen de Poolse lansiers hen in de flank aanvielen, vluchtten de Spanjaarden van het slagveld. De Duitse divisie werd geroemd door de Franse legerleiding voor hun rol in de overwinning. Maarschalk Sébastiani gaf Chassé een zeer complimenteuze toespraak waarin hij vooral de Hollandse artillerie roemde. Trip kreeg het Legioen van Eer voor zijn heldhaftigheid. De Hollandse Brigade leed relatief zware verliezen: 82 doden en 89 gewonden.
Het grote aantal Spaanse soldaten die na de veldslag gevangengenomen werden, waren een probleem voor de Fransen, omdat er geen voedsel voor ze was, en er een grote kans was dat ze weer bevrijd zouden worden door guerrilla's. Daarvoor werd besloten om de oorlogsgevangenen af te voeren naar Frankrijk. De Duitse divisie onder bevel van Chassé had de taak de gevangenentransporten te escorteren. De brigade vertrok op 26 november met 4000 gevangenen. De regimenten uit Nassau en Baden waren al eerder vertrokken; in totaal werden 10.000 gevangenen naar Frankrijk getransporteerd, waarvan wel 2.000 tijdens de reis omkwamen. Chassé en zijn ondergeschikten vonden het een verschrikkelijk taak, maar hadden geen mogelijkheid om het de gevangenen makkelijker te maken. Enkele officieren die waren teruggeroepen naar Holland vergezelden het transport. Hieronder was ook Van Zuylen van Nijevelt, die werd vervangen as stafchef door de Franse kolonel Brenot. Ze kwamen op 28 december 1809 aan in Bayonne.

### Anti-guerrilla-operaties (eerste helft 1810)
In de eerste helft van 1810 had de Hollandse Brigade tot taak om in La Mancha te vechten tegen de Spaanse guerrilla's. Er was een groot aantal van deze guerrilla's actief, die zeer succesvol waren in het verstoren van de Franse aanvoerlinies.
De Hollandse Brigade was over het algemeen weinig effectief tegen de guerrilla's, hoewel kapitein J.P. Sprenger wel met 100 man op 24 januari een Spaanse cavalerie-eenheid van 900 wist te verslaan. Een maand later werd een Hollandse eenheid overvallen door guerrilla's bij Segovia en verdween van de aardbodem; alleen enkele bandeliers (patroongordels) werden teruggevonden. Midden april 1810 vestigde Chassé zijn hoofdkwartier in Almagro en wist een kudde van 15.000 merinoschapen ter veroveren, die naar Portugal werden vervoerd door guerrilla's in opdracht van de Spaanse legerleiding. Midden juni kwam hij met zijn brigade (inmiddels bestaande uit nog maar 6000 man, 260 paarden en twee stuks geschut) aan in Manzanares om tegen de plaatselijke guerrilla's te vechten, maar zijn troepen waren te uitgeput om iets noemenswaardig te verrichten. Een groep soldaten onder bevel van luitenantkolonel Aberson nam Villanueva de los Infantes in en vestigde een patrouillebasis. Toen Aberson met het grootste deel van zijn soldaten op patrouille ging, viel de plaatselijke bevolking de rest van de Hollanders aan, die zich in een kerk verschuilden. Ze werden enkele dagen belegerd totdat Chassé en Aberson de soldaten uit hun benarde positie wist te bevrijden. Als vergelding werd de kerk en de plaatselijke bevolking geplunderd. De Hollanders vertrokken met twee karren vol geplunderd zilver.

### Opheffing (juli 1810)
Op 9 juli 1810 werd het koninkrijk Holland ingelijfd door Frankrijk. Het koninklijke leger, waaronder de Hollandse Brigade, werd op 16 juli opgeheven. De resterende Hollandse infanterie ging op in het Franse 123e linieregiment, dat gevormd werd uit de twee bataljons van het Hollandse 2e Regiment Infanterie van Linie, en een bataljon van het 6e Regiment. Het laatstgenoemde bataljon bevond zich nog in Nederland. De meeste huzaren waren al in februari 1810 teruggekeerd naar Nederland. De genietroepen werden de zesde compagnie van het Franse eerste bataljon mineurs. Sommige Hollandse soldaten deserteerden. Chassé liet in september 1810 sommige deserteurs door een vuurpeloton executeren terwijl zijn troepen toekeken. Hij herinnerde zijn troepen eraan dat ze, net als hij, een eed hadden gezworen, die ondanks de ontbinding van het koninkrijk en leger nog steeds geldig was.
Met de opheffing van de brigade was de oorlog, en de rol van de Hollandse soldaten in die oorlog, nog niet afgelopen. Het Franse 123e regiment bleef voornamelijk uit Nederlandse soldaten bestaan, hoewel het onder bevel van Franse officiers stond. Vanaf december 1810 waren ze betrokken bij de zoektocht naar de guerrillaleider Francisco Abad Moreno, bijgenaamd El Chaleco, zonder veel succes, hoewel er wel wat zware gevechten met guerrilla's plaatsvonden.
In 1811 werden de troepen van het 123e Regiment die in Spanje dienden 'a la suite' geplaatst, wat inhield dat ze boventallig waren en elders ingedeeld konden worden. Dit gebeurde daadwerkelijk toen het nieuw gevormde 130e Regiment, dat gevormd was uit de 1e, 3e en 6e Bataillons Auxiliaire, Spanje binnentrok: de Nederlandse soldaten werden bij dit Regiment ingedeeld, en bleven in Spanje vechten. Bataljons van het 130e Regiment waren onder andere betrokken bij de belegering van Burgos in 1812 door de troepen van Wellington, gevechten rondom Pamplona in 1813, en de belegering van, en veldslag bij, Bayonne in 1814. Tegen die tijd zullen er zeer waarschijnlijk nog maar erg weinig Nederlanders over zijn geweest van de oorspronkelijke Hollandse Brigade: in januari 1812 waren er nog maar 800 Nederlandse infanteristen over in Spanje.
De nieuw gevormde bataljons van het 123e Regiment, aangevuld met nieuwe Nederlandse rekruten, namen ondertussen deel aan de invasie van Rusland in 1812. Het werd een onderdeel van de brigade-Coutard in de divisie-Merle van het II Korps onder bevel van maarschalk Oudinot. Op 19 oktober 1812 vormde het een deel van de achterhoede die de terugtrekking van het korps over de Westelijke Dvina-rivier dekte na de tweede slag bij Polotsk. In the slag aan de Berezina was het deel van de achterhoede die werd geofferd om de Franse terugdekking te dekken. Het regiment, dat aan het begin de veldslag nog 100 man had die in staat waren tot militaire dienst, werd compleet uitgeroeid. Zoals vermeld bevatten de bataljons van dit 123e regiment echter geen veteranen van de Hollandse Brigade.
Maar enkele Nederlandse veteranen van de Spaanse Onafhankelijkheidsoorlog overleefden en wisten de weg terug naar Nederland te vinden. Onder hen was Generaal Chassé. Ondanks zijn persoonlijke tegenstand tegen de Franse inlijving van het koninkrijk Holland, bleef generaal Chassé in Franse dienst en kreeg het bevel over een Franse brigade. Met zijn Franse troepen nam hij onder andere deel aan de Slag bij Vitoria en de Slag bij Maya in 1813. In 1814 werd hij overgeplaatst naar Frankrijk, en nam als Frans generaal deel aan de veldslagen bij Bar-sur-Aube en Arcis-sur-Aube.   
In 1810 kreeg hij bij de inlijving van het Koninkrijk Holland in het Franse Keizerrijk een zijwaartse promotie naar brigadegeneraal (général de brigade). Chassé wist behendig de promotieladder te beklimmen en eindigde zijn Franse dienst als général de division/luitenant-generaal. Na Napoleons aftreden als keizer in 1814 vroeg hij om toestemming om Franse dienst te verlaten en bood zijn diensten aan het nieuwe Verenigd Koninkrijk der Nederlanden, wat hem vergund werd in de rang van generaal-majoor. Na promotie in 1815 had hij als Nederlands luitenant-generaal het bevel over de derde Belgisch-Nederlandse divisie in de Slag bij Waterloo (1815).

## Verder lezen
- Jaap de Moor en H.Ph. Vogel, Duizend miljoen maal vervloekt land: De Hollandse Brigade in Spanje, 1808-1813, Meulenhoff, 1991